# 北戴河区

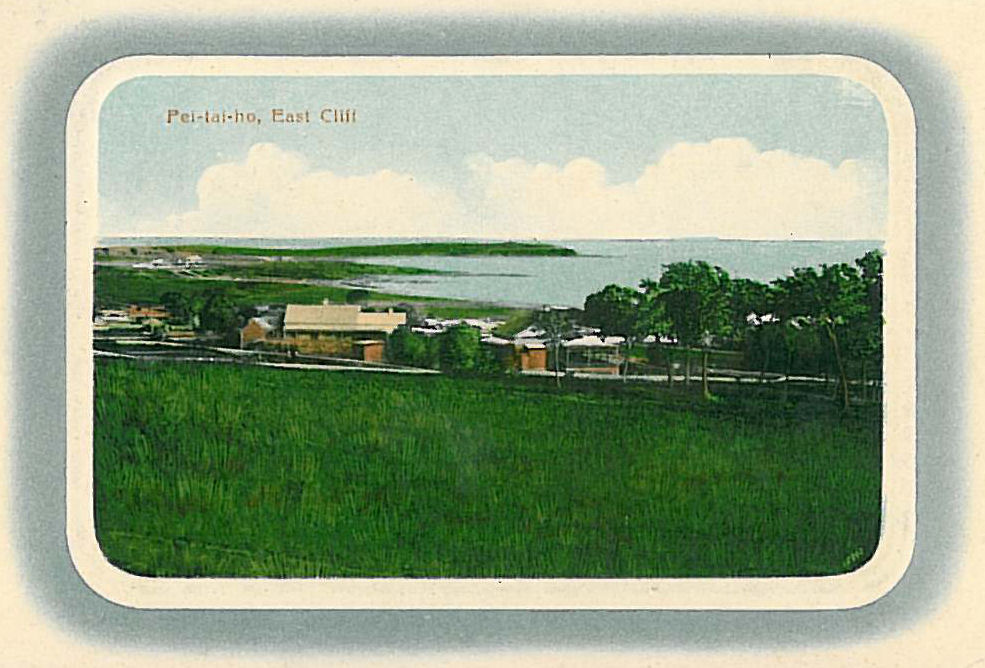
北戴河（Pei tai ho）、1903年

北戴河区（ほくたいが-く）は中華人民共和国河北省秦皇島市に位置する市轄区。

## 概要
北戴河は温暖な気候であり、大陸性気候ではあるが海の調節により海洋性気候の特性も併せ持つ。区域の70%を森林に覆われ、夏の平均気温は24.5℃にとどまるため、渤海湾に臨む著名なビーチリゾートであり、北京からは東へ280kmの位置にあり、比較的気軽に訪れることのできる観光地・避暑地となっている。
北戴河の風光明媚さは広く知られている。細かな砂からなる浜辺が戴河河口から東へ伸び、別荘地街の先にある鴿子窩（Geziwo）にある鷹角亭（Yingjiao Pavilion）まで10kmにわたって広がっている。鴿子窩は渤海湾に登る日の出を見るスポットとして知られている。浜辺の背後には聯峰山という二つの頂のある豊かな松や杉に覆われた山がある。豊かな緑、洞窟、美しく飾られた楼閣、人里離れた小道や多くの橋が山のあちこちにある。有名な海岸観光区として1982年に中華人民共和国国家級風景名勝区に認定された。
北戴河鳥類保護区は、ビーチとは反対側の町の東側の海辺に広がり、バードウォッチングの名所となっている。北戴河東側の海辺の浅瀬は東アジアでも重要な渡り鳥の中継地であり、毎年多くの鶴などの渡り鳥がシベリアから南へ渡るのにここを通過してゆく。北戴河の鳥類標識調査所は鳥類に足環などを巻いて調査（バンディング）しているが、中国でも最多のバンディングを行っている調査所である。また近隣には、金山嘴の秦代の建築遺址や多くの古墳など文化財もある。

## 避暑地としての開発
清朝の光緒年間（1875年～1908年）、夏の気温が40℃に達する北京に多く住んでいた外国人たちは避暑地を求めていた。1890年代、英国人の鉄道技師が漁村だったこの地に美しい砂浜と涼しい気候を見出した。すぐに多くの外国人の知るところとなり、彼らはこの地への別荘建設の許可を要求した。これに応じ、光緒24年（1898年）清朝政府は北戴河を「各国人士のための避暑地」として正式に開発・開放した。
1938年、豊かな中国人や北京・天津の外国人たちによる別荘の数は700棟以上に達し、中央政府や多くの大規模な地方政府・企業などが200ヶ所余りの療養所を建設した。
1949年に中華人民共和国が建国された後、これらは政府に没収され、労働者向けの療養所や政府幹部の別荘となった。模範的な労働者は努力の報奨としてこれらの療養所へ行くことができた。1954年にはソビエト連邦から中国の経済建設の指導に来る「社会主義の兄弟」たちをもてなす巨大な「友情のゲストハウス」が建設された。
毎年夏には中国共産党の非公式会合である北戴河会議が開催されることでも注目される。夏の時期の北戴河は事前の申請がなければ、高速道路の北戴河出口を降りて市街地に入るのに半日以上かかる場合がある。
北戴河は近年都会からの観光客誘致に力を入れており、今後はいっそう幹部の会議場から一般庶民のリゾート地、国内・国際会議の開催地へ転換が進むものと思われる。

## 行政区画
- 街道:西山街道、東山街道
- 鎮:海浜鎮、戴河鎮、牛頭崖鎮